# Courant communiste international
 (octobre 2023).
Pour les articles homonymes, voir CCI.
Ne doit pas être confondu avec le courant trotskiste lambertiste Courant communiste internationaliste.
Le Courant communiste international (CCI) est une organisation révolutionnaire issue de la Gauche communiste, fondée en 1975 à partir de plusieurs groupes français et internationaux, comme Révolution internationale, créé en 1968, à Toulouse (France), Rivoluzione Internazionale (Italie), Internacionalismo (Venezuela), Internationalism (États-Unis), etc. En 2020, le CCI compte 17 sections territoriales qui s'étendent dans autant de pays.
Le CCI est une organisation marxiste internationaliste. Il défend notamment l'auto-organisation des luttes du prolétariat à travers les conseils ouvriers. À ce titre, il rejette le syndicalisme, les tactiques de front populaire, le soutien aux luttes de libération nationale, la lutte armée pratiquée de manière minoritaire, etc. 
En tant qu'organisation issue de la Gauche communiste, le CCI dénonce le stalinisme et l'ensemble des régimes communistes comme une manifestation de la « barbarie capitaliste ».
Le CCI se distingue des autres courants de la Gauche communiste, des bordiguistes et de certains conseillistes, notamment, par sa conception du rôle du Parti : pour le CCI, le Parti doit tracer les orientations politiques du prolétariat, mais en aucun cas le diriger.

## Histoire
Le CCI est fondé en janvier 1975 par le regroupement de plusieurs groupes se réclamant de la Gauche communiste qui se sont développés dans de nombreux pays à la fin des années 60. 
Dès 1964, un premier noyau de militants au Venezuela évolue vers les positions de la Gauche communiste, sous l’impulsion de Marc Chirik. Jusqu’en 1968, ce groupe publie une dizaine de numéros de la revue Internacionalismo et noue de nombreux contacts avec des groupes européens et américains tel que News and letters. Le départ de plusieurs militants interrompt la publication de la revue qui reverra le jour en 1974. Les discussions de Internationalismo avec News and letters aboutissent à la création d’un groupe à New-York en 1970 autour d'un texte d'orientation. Le groupe américain commence alors à publier la revue Internationalism et s’engage également dans plusieurs discussions avec d’autres groupes.
En France, à la suite de la grève générale de mai 1968, un noyau surgit à Toulouse autour d’un militant de Intenationalismo. Sur la base d’une déclaration de principe, le groupe commence à publier : Révolution internationale (RI), et noue à son tour de nombreux contacts, notamment avec l’Organisation conseilliste de Clermont-Ferrand et les Cahiers du communisme de conseil à Marseille. La série de rencontres où sont discutées et clarifiées l’ensemble des positions de la Gauche communiste aboutit à l’unification de ces trois groupes en 1972 sur la base d’une plateforme programmatique. Jusqu’à la fondation du CCI, ce nouveau groupe publie le journal Révolution internationale (Nouvelle série) ainsi que le Bulletin d'étude et de discussion, et contribue au développement de la discussion avec plusieurs autres groupes européens.
En 1972, le groupe américain Internationalism envoie une proposition de correspondance internationale à une vingtaine de groupes se réclamant de la Gauche communiste. Cette proposition aboutit à la tenue, en 1973-1974, d’une série de conférences en Angleterre et en France où le groupe anglais World revolution se rapproche des positions de RI et de Internationalism. Le travail de clarification de ces conférences jette les bases du futur CCI. À la même époque, RI poursuit son travail de discussion avec les groupes espagnols et italiens qui commencent à publier en 1974 Action proletaria et Rivoluzione internazionale.
En janvier 1975, une nouvelle conférence a lieu où sont présents Internacionalismo, Révolution internationale, Internationalism, World révolution, Accion proletaria et Rivoluzione internazionale, partageant les orientations politiques développées à partir de 1964 par Internacionalismo. Sont également présents Revolutionary perspectives (qui avait participé aux conférences de 1973-74), le Revolutionary workers group de Chicago (avec qui RI et Internationalism avaient engagé des discussions en 1974) et Pour une intervention communiste, constitué de militants ayant quitté RI en 1973. Finalement, les six groupes dont les plateformes sont fondées sur les mêmes orientations décident de s'unifier en une organisation unique dotée d’une revue trimestrielle en plusieurs langues : la Revue internationale. Le CCI venait de voir le jour.

## Principes politiques et activités

### Positions de base
Les positions de base du CCI, qui résument les grands principes de sa plateforme programmatique, figurent en dernière page de l'ensemble de ses publications :
1. Depuis la Première Guerre mondiale, le capitalisme est un système social en décadence. Il a plongé à deux reprises l’humanité dans un cycle barbare de crise, guerre mondiale, reconstruction, nouvelle crise. Avec les années 80, il est entré dans la phase ultime de cette décadence, celle de sa décomposition. Il n’y a qu’une seule alternative devant ce déclin historique irréversible : socialisme ou barbarie, révolution communiste mondiale ou destruction de l’humanité.
2. La Commune de Paris de 1871 fut la première tentative du prolétariat pour mener à bien cette révolution, à une époque où les conditions n’étaient pas encore mûres. Avec la situation donnée par l’entrée du capitalisme dans sa période de décadence, la révolution d’Octobre 1917 en Russie fut le premier pas d’une authentique révolution communiste mondiale dans une vague révolutionnaire internationale qui mit fin à la guerre impérialiste et se prolongea plusieurs années. L’échec de cette vague révolutionnaire, en particulier en Allemagne en 1919-23, condamna la révolution en Russie à l’isolement et à une rapide dégénérescence. Le stalinisme ne fut pas le produit de la révolution russe, mais son fossoyeur.
3. Les régimes étatisés qui, sous le nom de "socialistes" ou "communistes", ont vu le jour en URSS, dans les pays de l’Est de l’Europe, en Chine, à Cuba, etc., n’ont été que des formes particulièrement brutales d’une tendance universelle au capitalisme d’État, propre à la période de décadence.
4. Depuis le début du XXe siècle, toutes les guerres sont des guerres impérialistes, dans la lutte à mort entre États, petits ou grands, pour conquérir ou garder une place dans l’arène internationale. Ces guerres n’apportent à l’humanité que la mort et la destruction à une échelle toujours plus vaste. La classe ouvrière ne peut y répondre que par sa solidarité internationale et la lutte contre la bourgeoisie dans tous les pays.
5. Toutes les idéologies nationalistes, "d’indépendance nationale", de "droit des peuples à disposer d’eux-mêmes", quel que soit leur prétexte, ethnique, historique, religieux, etc., sont un véritable poison pour les ouvriers. En visant à leur faire prendre parti pour une fraction ou une autre de la bourgeoisie, elles les mènent à se dresser les uns contre les autres et à s’entre-massacrer derrière les ambitions et les guerres de leurs exploiteurs.
6. Dans le capitalisme décadent, le parlement et les élections sont une mascarade. Tout appel à participer au cirque parlementaire ne fait que renforcer le mensonge présentant ces élections comme un véritable choix pour les exploités. La "démocratie", forme particulièrement hypocrite de la domination de la bourgeoisie, ne diffère pas, sur le fond, des autres formes de la dictature capitaliste que sont le stalinisme et le fascisme.
7. Toutes les fractions de la bourgeoisie sont également réactionnaires. Tous les soi-disant partis "ouvriers", "socialistes", "communistes" (les ex-«communistes» aujourd’hui), les organisations gauchistes (trotskistes, maoïstes et ex-maoïstes, anarchistes officiels), constituent la gauche de l’appareil politique du capital. Toutes les tactiques de "front populaire", "front anti-fasciste" ou "front unique", mêlant les intérêts du prolétariat à ceux d’une fraction de la bourgeoisie, ne servent qu’à contenir et détourner la lutte du prolétariat.
8. Avec la décadence du capitalisme, les syndicats se sont partout transformés en organes de l’ordre capitaliste au sein du prolétariat. Les formes d’organisation syndicales, "officielles" ou "de base", ne servent qu’à encadrer la classe ouvrière et à saboter ses luttes.
9. Pour son combat, la classe ouvrière doit unifier ses luttes, en prenant elle-même en charge leur extension et leur organisation, par les assemblées générales souveraines et les comités de délégués, élus et révocables à tout instant par ces assemblées.
10. Le terrorisme n’est en rien un moyen de lutte de la classe ouvrière. Expression des couches sociales sans avenir historique et de la décomposition de la petite-bourgeoisie, quand il n’est pas directement l’émanation de la guerre que se livrent en permanence les États, il constitue toujours un terrain privilégié de manipulation de la bourgeoisie. Prônant l’action secrète de petites minorités, il se situe en complète opposition à la violence de classe qui relève de l’action de masse consciente et organisée du prolétariat.
11. La classe ouvrière est la seule classe capable de mener à bien la révolution communiste. La lutte révolutionnaire conduit nécessairement la classe ouvrière à une confrontation avec l’État capitaliste. Pour détruire le capitalisme, la classe ouvrière devra renverser tous les États et établir la dictature du prolétariat à l’échelle mondiale : le pouvoir international des conseils ouvriers, regroupant l’ensemble du prolétariat.
12. La transformation communiste de la société par les conseils ouvriers ne signifie ni "autogestion", ni "nationalisation" de l’économie. Le communisme nécessite l’abolition consciente par la classe ouvrière des rapports sociaux capitalistes : le travail salarié, la production de marchandises, les frontières nationales. Il exige la création d’une communauté mondiale dont toute l’activité est orientée vers la pleine satisfaction des besoins humains.
13. L’organisation politique révolutionnaire constitue l’avant-garde du prolétariat, facteur actif du processus de généralisation de la conscience de classe au sein du prolétariat. Son rôle n’est ni d’"organiser la classe ouvrière", ni de "prendre le pouvoir" en son nom, mais de participer activement à l’unification des luttes, à leur prise en charge par les ouvriers eux-mêmes, et de tracer l’orientation politique révolutionnaire du combat du prolétariat[7].

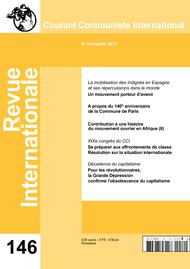
Un numéro de la Revue internationale.

### Filiation politique
Pour le CCI, "les positions des organisations révolutionnaires et leur activité sont le produit des expériences passées de la classe ouvrière et des leçons qu’en ont tirées tout au long de l'histoire ses organisations politiques." Avec un regard critique, "le CCI se réclame des apports successifs de la Ligue des communistes de Marx et Engels (1847-52), des trois Internationales (l'Association internationale des travailleurs, 1864-72, l'Internationale ouvrière, 1884-1914, l'Internationale communiste, 1919-28), des fractions de Gauche qui se sont dégagées dans les années 1920-30 de l'Internationale communiste lors de sa dégénérescence, en particulier les Gauches germano-hollandaise et italienne. »

### Activités

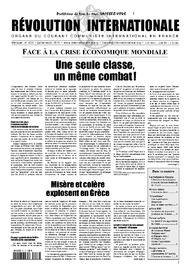
Un numéro du journal Révolution internationale.

L'activité politique du CCI est fondée sur trois axes :
1. La clarification théorique et politique des buts et des moyens de la lutte du prolétariat, des conditions historiques et immédiates de celle-ci.
2. L’intervention organisée, unie et centralisée au niveau international, pour contribuer au processus qui mène à l’action révolutionnaire de la classe ouvrière.
3. Le regroupement des révolutionnaires en vue de la constitution d’un véritable parti communiste mondial.

## Publications
Les sections territoriales du CCI publient un journal mensuel ou trimestriel en fonction des pays : Révolution internationale (France), World revolution (Grande-Bretagne), Internationalism (États-Unis), Weltrevolution (Allemagne et Suisse), Accion proletaria (Espagne), Revolucion mundial (Mexique), Internacionalismo (Venezuela), Rivoluzione internazionale (Italie), Internationalisme (Belgique, en français et en néerlandais), Wereld revolutie (Pays-Bas), Internationell revolution (Suède), Communist internationalist (Inde), etc.
Le CCI publie également une revue théorique trimestrielle traduite en plusieurs langues intitulée : Revue internationale.
Outre cette presse, le CCI publie des brochures sur les principales questions intéressant le mouvement ouvrier ainsi que des livres sur les principales composantes historiques de la Gauche communiste (Gauches italienne, germano-hollandaise, russe, anglaise, française).

## Pour approfondir